# Sixième circonscription du Val-de-Marne
La sixième circonscription du Val-de-Marne est l'une des 11 circonscriptions législatives françaises que compte le département du Val-de-Marne (94) situé en région Île-de-France. Mise à part l'élection au scrutin proportionnel de 1986 (qui avait toutefois conservé Roland Nungesser), cette circonscription a gardé son découpage depuis 1967 (7e circonscription du Val-de-Marne à l'époque).
Du fait de la mort en 1995 du député en fonction (Robert-André Vivien) et de l'incompatibilité des fonctions de son suppléant Antoine Pouillieute, une élection partielle avait élu Michel Giraud avec pour suppléant Patrick Beaudouin, au 2e tour contre Louis Bayeurte.

## Description géographique et démographique

### De 1958 à 1967
Ancienne Quarante-septième circonscription de la Seine.

### De 1967 à 1986
Ancienne septième circonscription du Val-de-Marne.

### Depuis 1988
La sixième circonscription du Val-de-Marne est délimitée par le découpage électoral de la loi no 86-1197 du 24 novembre 1986
, elle regroupe les divisions administratives suivantes : 
- Canton de Fontenay-sous-Bois-Est
- Canton de Fontenay-sous-Bois-Ouest
- Canton de Saint-Mandé
- Canton de Vincennes-Est
- Canton de Vincennes-Ouest

D'après le recensement général de la population en 1999, réalisé par l'Institut national de la statistique et des études économiques (INSEE), la population totale de cette circonscription est estimée à 114 122 habitants,.

## Historique des députations
| Législature | Début de mandat | Fin de mandat  | Député                     | Parti politique | Observations |
| ----------- | --------------- | -------------- | -------------------------- | --------------- | --- |
| IXe         | 23 juin 1988    | 1er avril 1993 | Robert-André Vivien        | RPR             | |
| Xe          | 2 avril 1993    | 21 avril 1997  | Robert-André Vivien,       | RPR,            | Décès du député le 8 mai 1995 Mandat écourté à la suite d'une dissolution parlementaire décidée par Jacques Chirac. |
| XIe         | 12 juin 1997    | 18 juin 2002   | Michel Giraud,             | RPR,            | |
| XIIe        | 19 juin 2002    | 19 juin 2007   | Patrick Beaudouin,         | UMP,            | |
| XIIIe       | 20 juin 2007    | 19 juin 2012   | Patrick Beaudouin          | UMP             | |
| XIVe        | 20 juin 2012    | 20 juin 2017   | Laurence Abeille           | EELV            | |
| XVe         | 21 juin 2017    | 21 juin 2022   | Guillaume Gouffier Valente | LREM            | |
| XVIe        | 22 juin 2022    | 9 juin 2024    | Guillaume Gouffier Valente | RE              | Mandat écourté à la suite d'une dissolution parlementaire décidée par Emmanuel Macron.                              |

## Historique des élections

### Élections de 1967
| Candidat           | Candidat             | Parti          | Premier tour | Premier tour | Second tour | Second tour |  |
| Candidat           | Candidat             | Parti          | Voix         | %            | Voix        | %           |  |
| ------------------ | -------------------- | -------------- | ------------ | ------------ | ----------- | ----------- |  |
|                    | Roland Nungesser élu | UD-Ve          | 28 575       | 48,14        | 31 812      | 56,51       |  |
|                    | Louis Talamoni       | PCF            | 17 604       | 29,66        | 24 479      | 43,49       |  |
|                    | Pierre Mathieu       | FGDS (Radical) | 7 682        | 12,94        | Retrait     | Retrait     |  |
|                    | Jacques Couzon       | CD (PDM)       | 5 499        | 9,26         |             |             |  |
|                    |                      |                |              |              |             |             |  |
| Inscrits           | Inscrits             | Inscrits       | 72 265       | 100,00       | 72 266      | 100,00      |  |
| Abstentions        | Abstentions          | Abstentions    | 11 763       | 16,28        | 13 558      | 18,76       |  |
| Votants            | Votants              | Votants        | 60 502       | 83,72        | 58 708      | 81,24       |  |
| Blancs et nuls     | Blancs et nuls       | Blancs et nuls | 1 142        | 1,89         | 2 417       | 4,12        |  |
| Exprimés           | Exprimés             | Exprimés       | 59 360       | 98,11        | 56 291      | 95,88       |  |
| Source : Data.gouv |                      |                |              |              |             |             |  |

Le suppléant de Roland Nungesser était René Ithurbide, de Champigny-sur-Marne. René Ithurbide remplaça Roland Nungesser, nommé membre du gouvernement, du 8 mai 1967 au 30 mai 1968.

### Élections de 1968
|                    | Roland Nungesser sortant réélu | UDR (URP)      | 28 940 | 50,32  |  |  |  |
|                    | Louis Talamoni                 | PCF            | 14 597 | 25,38  |  |  |  |
|                    | Louis Bertet                   | CD (PDM)       | 5 923  | 10,3   |  |  |  |
|                    | Marcel Védrine                 | FGDS (SFIO)    | 3 571  | 6,21   |  |  |  |
|                    | Jacques Pietri                 | FN             | 3 071  | 5,34   |  |  |  |
|                    | Philippe Lassiaz               | TD             | 713    | 1,24   |  |  |  |
|                    | Jacques de Sury                | MPR            | 697    | 1,21   |  |  |  |
|                    |                                |                |        |        |  |  |  |
| Inscrits           | Inscrits                       | Inscrits       | 70 993 | 100,00 |  |  |  |
| Abstentions        | Abstentions                    | Abstentions    | 12 981 | 18,28  |  |  |  |
| Votants            | Votants                        | Votants        | 58 012 | 81,72  |  |  |  |
| Blancs et nuls     | Blancs et nuls                 | Blancs et nuls | 500    | 0,86   |  |  |  |
| Exprimés           | Exprimés                       | Exprimés       | 57 512 | 99,14  |  |  |  |
| Source : Data.gouv |                                |                |        |        |  |  |  |

Le suppléant de Roland Nungesser était Michel Giraud, cadre d'entreprise, conseiller général.

### Élections de 1973
| Candidat           | Candidat                       | Parti          | Premier tour | Premier tour | Second tour | Second tour |  |
| Candidat           | Candidat                       | Parti          | Voix         | %            | Voix        | %           |  |
| ------------------ | ------------------------------ | -------------- | ------------ | ------------ | ----------- | ----------- |  |
|                    | Roland Nungesser sortant réélu | UDR (URP)      | 24 658       | 38,66        | 32 093      | 52,12       |  |
|                    | Guy Poussy                     | PCF            | 17 697       | 27,75        | 29 225      | 47,46       |  |
|                    | Jean Pécoup                    | PS (UGSD)      | 9 781        | 15,34        | Retrait     | Retrait     |  |
|                    | Étienne Audfray                | CD (MR)        | 8 662        | 13,58        | 254         | 0,41        |  |
|                    | Michel Vaquant                 | FN             | 1 547        | 2,43         |             |             |  |
|                    | Jacques Treiner                | LCR            | 1 437        | 2,25         |             |             |  |
|                    |                                |                |              |              |             |             |  |
| Inscrits           | Inscrits                       | Inscrits       | 78 075       | 100,00       | 78 040      | 100,00      |  |
| Abstentions        | Abstentions                    | Abstentions    | 13 308       | 17,05        | 13 561      | 17,38       |  |
| Votants            | Votants                        | Votants        | 64 767       | 82,95        | 64 479      | 82,62       |  |
| Blancs et nuls     | Blancs et nuls                 | Blancs et nuls | 985          | 1,52         | 2 907       | 4,51        |  |
| Exprimés           | Exprimés                       | Exprimés       | 63 782       | 98,48        | 61 572      | 95,49       |  |
| Source : Data.gouv |                                |                |              |              |             |             |  |

Le suppléant de Roland Nungesser était Michel Giraud.

### Élections de 1978
| Candidat       | Candidat                       | Parti          | Premier tour | Premier tour | Second tour | Second tour |  |
| Candidat       | Candidat                       | Parti          | Voix         | %            | Voix        | %           |  |
| -------------- | ------------------------------ | -------------- | ------------ | ------------ | ----------- | ----------- |  |
|                | Roland Nungesser sortant réélu | RPR            | 31 598       | 45,48        | 37 974      | 54,80       |  |
|                | Guy Poussy                     | PCF            | 17 591       | 25,32        | 31 324      | 45,20       |  |
|                | Gérard Descotils               | PS             | 11 524       | 16,58        | Retrait     | Retrait     |  |
|                | Jack Menant                    | Écologie 78    | 4 508        | 6,49         |             |             |  |
|                | Danièle Lebricquir             | Extrême gauche | 977          | 1,40         |             |             |  |
|                | Jean-Luc Siruguet              | FN             | 824          | 1,19         |             |             |  |
|                | Gérard Chauvin                 | LO             | 727          | 1,04         |             |             |  |
|                | Dominique Vanhove              | PSU (FA)       | 715          | 1,03         |             |             |  |
|                | Pierre Bourgeois               | FRP            | 648          | 0,93         |             |             |  |
|                | Louis Gahagnon                 | Divers droite  | 370          | 0,53         |             |             |  |
|                |                                |                |              |              |             |             |  |
| Inscrits       | Inscrits                       | Inscrits       | 87 384       | 100,00       | 87 366      | 100,00      |  |
| Abstentions    | Abstentions                    | Abstentions    | 17 025       | 19,48        | 15 823      | 18,11       |  |
| Votants        | Votants                        | Votants        | 70 359       | 80,52        | 71 543      | 81,89       |  |
| Blancs et nuls | Blancs et nuls                 | Blancs et nuls | 877          | 1,25         | 2 245       | 3,14        |  |
| Exprimés       | Exprimés                       | Exprimés       | 69 482       | 98,75        | 69 298      | 96,86       |  |

Le suppléant de Roland Nungesser était le Dr Chevrier, chirurgien à Champigny-sur-Marne.

### Élections de 1981
| Candidat       | Candidat                       | Parti          | Premier tour | Premier tour | Second tour | Second tour |  |
| Candidat       | Candidat                       | Parti          | Voix         | %            | Voix        | %           |  |
| -------------- | ------------------------------ | -------------- | ------------ | ------------ | ----------- | ----------- |  |
|                | Roland Nungesser sortant réélu | RPR (UNM)      | 27 876       | 46,16        | 32 230      | 51,52       |  |
|                | Pierre Jacquemin               | PS             | 15 782       | 26,13        | 30 326      | 48,48       |  |
|                | Guy Poussy                     | PCF            | 13 062       | 21,63        | Retrait     | Retrait     |  |
|                | Jack Menant                    | MÉP            | 2 040        | 3,38         |             |             |  |
|                | Jacques Aubert                 | PSU            | 905          | 1,50         |             |             |  |
|                | Gérard Chauvin                 | LO             | 388          | 0,64         |             |             |  |
|                | Bernard Nicolau-Bergeret       | MRG            | 339          | 0,56         |             |             |  |
|                |                                |                |              |              |             |             |  |
| Inscrits       | Inscrits                       | Inscrits       | 88 307       | 100,00       | 88 309      | 100,00      |  |
| Abstentions    | Abstentions                    | Abstentions    | 27 254       | 30,86        | 24 722      | 27,99       |  |
| Votants        | Votants                        | Votants        | 61 053       | 69,14        | 63 587      | 72,01       |  |
| Blancs et nuls | Blancs et nuls                 | Blancs et nuls | 661          | 1,08         | 1 031       | 1,62        |  |
| Exprimés       | Exprimés                       | Exprimés       | 60 392       | 98,92        | 62 556      | 98,38       |  |

Le suppléant de Roland Nungesser était Pascal Ithurbide, de Champigny-sur-Marne.

### Élections de 1988
| Candidat       | Candidat                          | Parti             | Premier tour | Premier tour | Second tour | Second tour |  |
| Candidat       | Candidat                          | Parti             | Voix         | %            | Voix        | %           |  |
| -------------- | --------------------------------- | ----------------- | ------------ | ------------ | ----------- | ----------- |  |
|                | Robert-André Vivien sortant réélu | RPR (URC)         | 20 552       | 44,37        | 26 870      | 57,48       |  |
|                | Jean-François Collet              | PS                | 10 123       | 21,86        | 19 880      | 42,52       |  |
|                | Louis Bayeurte                    | PCF               | 9 080        | 19,6         |             |             |  |
|                | Jean Lamouche                     | FN                | 4 518        | 9,75         |             |             |  |
|                | Michel Carré                      | Divers écologiste | 1 972        | 4,26         |             |             |  |
|                | Marie Turotte                     | POE               | 72           | 0,16         |             |             |  |
|                |                                   |                   |              |              |             |             |  |
| Inscrits       | Inscrits                          | Inscrits          | 75 621       | 100,00       | 75 621      | 100,00      |  |
| Abstentions    | Abstentions                       | Abstentions       | 28 947       | 38,28        | 27 710      | 36,64       |  |
| Votants        | Votants                           | Votants           | 46 674       | 61,72        | 47 911      | 63,36       |  |
| Blancs et nuls | Blancs et nuls                    | Blancs et nuls    | 357          | 0,76         | 1 161       | 2,42        |  |
| Exprimés       | Exprimés                          | Exprimés          | 46 317       | 99,24        | 46 750      | 97,58       |  |

Le suppléant de Robert-André Vivien était Jean-Claude Sénéchal, dessinateur industriel, conseiller municipal de Fontenay-sous-Bois.

### Élections de 1993
| Candidat       | Candidat                          | Parti          | Premier tour | Premier tour | Second tour | Second tour |  |
| Candidat       | Candidat                          | Parti          | Voix         | %            | Voix        | %           |  |
| -------------- | --------------------------------- | -------------- | ------------ | ------------ | ----------- | ----------- |  |
|                | Robert-André Vivien sortant réélu | RPR (UPF)      | 20 508       | 43,75        | 25 994      | 60,35       |  |
|                | Louis Bayeurte                    | PCF            | 7 957        | 16,98        | 17 081      | 39,65       |  |
|                | Michel Sulter                     | PS (ADFP)      | 5 808        | 12,39        |             |             |  |
|                | Paul Simier                       | FN             | 5 665        | 12,09        |             |             |  |
|                | Michel Carré                      | Les Verts (EÉ) | 4 493        | 9,59         |             |             |  |
|                | Jean-Pierre Martinie              | Divers droite  | 885          | 1,89         |             |             |  |
|                | Jacques Stambouli                 | SÉGA           | 773          | 1,65         |             |             |  |
|                | Daniel Froitier                   | LT-LNÉ         | 621          | 1,32         |             |             |  |
|                | Philippe Lassiaz-Delaunes         | AP             | 162          | 0,35         |             |             |  |
|                |                                   |                |              |              |             |             |  |
| Inscrits       | Inscrits                          | Inscrits       | 71 829       | 100,00       | 71 829      | 100,00      |  |
| Abstentions    | Abstentions                       | Abstentions    | 23 435       | 32,63        | 25 766      | 35,87       |  |
| Votants        | Votants                           | Votants        | 48 394       | 67,37        | 46 063      | 64,13       |  |
| Blancs et nuls | Blancs et nuls                    | Blancs et nuls | 1 422        | 2,94         | 2 988       | 6,49        |  |
| Exprimés       | Exprimés                          | Exprimés       | 46 972       | 97,06        | 43 075      | 93,51       |  |

Le suppléant de Robert-André Vivien était Antoine Pouillieute. Antoine Pouillieute remplaça le député décédé Robert-André Vivien entre les 8 et 14 mai 1995, date à laquelle il démissionna en raison d’une incompatibilité de fonctions.

### Élections partielles de 1995
| Candidat          | Candidat             | Parti          | Premier tour | Premier tour | Second tour | Second tour |  |
| Candidat          | Candidat             | Parti          | Voix         | %            | Voix        | %           |  |
| ----------------- | -------------------- | -------------- | ------------ | ------------ | ----------- | ----------- |  |
|                   | Michel Giraud élu    | RPR            | 16 293       | 46,75        | 15 321      | 59,82       |  |
|                   | Louis Bayeurte       | PCF            | 8 244        | 23,66        | 10 292      | 40,18       |  |
|                   | Michel Vergnaud      | PS             | 4 999        | 14,34        |             |             |  |
|                   | Paul Simier          | FN             | 3 329        | 9,55         |             |             |  |
|                   | Michel Carré         | Les Verts      | 1 477        | 4,24         |             |             |  |
|                   | Jean-François Collet | MDC            | 508          | 1,46         |             |             |  |
|                   |                      |                |              |              |             |             |  |
| Inscrits          | Inscrits             | Inscrits       | 72 040       | 100,00       |             | 100,00      |  |
| Abstentions       | Abstentions          | Abstentions    | 36 637       | 50,86        |             |             |  |
| Votants           | Votants              | Votants        | 35 403       | 49,14        |             |             |  |
| Blancs et nuls    | Blancs et nuls       | Blancs et nuls | 553          | 1,56         |             |             |  |
| Exprimés          | Exprimés             | Exprimés       | 34 850       | 98,44        | 25 613      |             |  |
| Source : Le Monde |                      |                |              |              |             |             |  |

### Élections de 1997
| Candidat       | Candidat                    | Parti          | Premier tour | Premier tour | Second tour | Second tour |  |
| Candidat       | Candidat                    | Parti          | Voix         | %            | Voix        | %           |  |
| -------------- | --------------------------- | -------------- | ------------ | ------------ | ----------- | ----------- |  |
|                | Michel Giraud sortant réélu | RPR            | 15 121       | 34,87        | 24 516      | 54,08       |  |
|                | Louis Bayeurte              | PCF            | 8 625        | 19,89        | 20 816      | 45,92       |  |
|                | Michel Morziere             | PS             | 7 173        | 16,54        |             |             |  |
|                | Régine Mousson              | FN             | 5 203        | 12           |             |             |  |
|                | Michèle Perrigueux Carre    | Les Verts      | 1 893        | 4,36         |             |             |  |
|                | Jean-Pierre Duchiron        | LDI (MPF)      | 1 304        | 3,01         |             |             |  |
|                | Stéphane Pellier            | GÉ             | 914          | 2,11         |             |             |  |
|                | Jacques Decoupy             | LO             | 909          | 2,1          |             |             |  |
|                | Hervé Poirier               | MDC            | 535          | 1,23         |             |             |  |
|                | Patrick Chotel              | US4J           | 485          | 1,12         |             |             |  |
|                | Bernard Georges             | Divers         | 424          | 0,98         |             |             |  |
|                | François Feld               | MÉI            | 405          | 0,93         |             |             |  |
|                | Philippe Allais             | LCR            | 212          | 0,49         |             |             |  |
|                | Isabelle Mery               | Divers         | 82           | 0,19         |             |             |  |
|                | Christophe Ménard           | PLN            | 58           | 0,13         |             |             |  |
|                | Marc-Antoine Thuret         | Divers droite  | 25           | 0,06         |             |             |  |
|                | Danielle Fages              | Divers         | 0            | 0            |             |             |  |
|                |                             |                |              |              |             |             |  |
| Inscrits       | Inscrits                    | Inscrits       | 70 140       | 100,00       | 70 140      | 100,00      |  |
| Abstentions    | Abstentions                 | Abstentions    | 25 438       | 36,27        | 22 570      | 32,18       |  |
| Votants        | Votants                     | Votants        | 44 702       | 63,73        | 47 570      | 67,82       |  |
| Blancs et nuls | Blancs et nuls              | Blancs et nuls | 1 334        | 2,98         | 2 238       | 4,7         |  |
| Exprimés       | Exprimés                    | Exprimés       | 43 368       | 97,02        | 45 332      | 95,3        |  |

Le suppléant de Michel Giraud était Patrick Beaudouin, maire de Saint-Mandé, conseiller général du canton de Saint-Mandé, chef d'entreprise.

### Élections de 2002
| Candidat       | Candidat              | Parti             | Premier tour | Premier tour | Second tour | Second tour |  |
| Candidat       | Candidat              | Parti             | Voix         | %            | Voix        | %           |  |
| -------------- | --------------------- | ----------------- | ------------ | ------------ | ----------- | ----------- |  |
|                | Patrick Beaudouin élu | UMP               | 14 869       | 32,17        | 23 234      | 57,01       |  |
|                | Pierre Serne          | Les Verts (PS)    | 9 590        | 20,75        | 17 518      | 42,99       |  |
|                | Patrick Gérard        | UDF               | 8 510        | 18,41        |             |             |  |
|                | Jean-Francois Voguet  | PCF               | 6 696        | 14,49        |             |             |  |
|                | Jeannine Viaud        | FN                | 3 075        | 6,65         |             |             |  |
|                | Véronique Gadois      | Pôle républicain  | 736          | 1,59         |             |             |  |
|                | Sylviane Gauthier     | LCR               | 497          | 1,08         |             |             |  |
|                | Laurent Bonnot        | ÉD                | 441          | 0,95         |             |             |  |
|                | Françoise Requillard  | Cap21             | 371          | 0,8          |             |             |  |
|                | Stéphane Bizot        | MNR               | 254          | 0,55         |             |             |  |
|                | Jean-Marie Lenoir     | LO                | 246          | 0,53         |             |             |  |
|                | Abdelkader Allal      | ND                | 230          | 0,5          |             |             |  |
|                | François Feld         | MÉI               | 190          | 0,41         |             |             |  |
|                | Yann Renaud           | MPF               | 181          | 0,39         |             |             |  |
|                | Alexandre Lemoine     | Divers écologiste | 144          | 0,31         |             |             |  |
|                | Marc Thinot           | Divers écologiste | 114          | 0,25         |             |             |  |
|                | Michèle Joseph        | CPNT              | 79           | 0,17         |             |             |  |
|                | Pierre Martinez       | PRG               | 0            | 0            |             |             |  |
|                |                       |                   |              |              |             |             |  |
| Inscrits       | Inscrits              | Inscrits          | 69 523       | 100,00       | 69 523      | 100,00      |  |
| Abstentions    | Abstentions           | Abstentions       | 22 774       | 32,76        | 27 431      | 39,46       |  |
| Votants        | Votants               | Votants           | 46 749       | 67,24        | 42 092      | 60,54       |  |
| Blancs et nuls | Blancs et nuls        | Blancs et nuls    | 526          | 1,13         | 1 340       | 3,18        |  |
| Exprimés       | Exprimés              | Exprimés          | 46 223       | 98,87        | 40 752      | 96,82       |  |

La suppléante de Patrick Beaudouin était Josiane Aubertin, secrétaire de direction, de Fontenay-sous-Bois.

### Élections de 2007
| Candidat       | Candidat              | Parti          | Premier tour | Premier tour | Second tour | Second tour |  |
| Candidat       | Candidat              | Parti          | Voix         | %            | Voix        | %           |  |
| -------------- | --------------------- | -------------- | ------------ | ------------ | ----------- | ----------- |  |
|                | Patrick Beaudouin élu | UMP            | 21 593       | 45,29        | 22 816      | 53,64       |  |
|                | David Dornbusch       | PS             | 9 454        | 19,83        | 19 719      | 46,36       |  |
|                | Gilles Saint-Gal      | PCF            | 5 361        | 11,24        |             |             |  |
|                | Christian Ouvray      | UDF–MoDem      | 4 974        | 10,43        |             |             |  |
|                | Pierre Serne          | Les Verts      | 2 439        | 5,12         |             |             |  |
|                | Gérard Margalle       | FN             | 1 159        | 2,43         |             |             |  |
|                | Sylviane Gauthier     | LCR            | 962          | 2,02         |             |             |  |
|                | Christian Tollari     | MPF            | 499          | 1,05         |             |             |  |
|                | Pierre Nicolas        | GÉ             | 375          | 0,79         |             |             |  |
|                | Madeleine Levan       | Divers         | 333          | 0,7          |             |             |  |
|                | Anne Saintier         | LO             | 222          | 0,47         |             |             |  |
|                | Gilles Tréguier       | MNR            | 159          | 0,33         |             |             |  |
|                | Éloi Jutteau          | AL             | 148          | 0,31         |             |             |  |
|                | Daniela d'Aria        | Divers         | 0            | 0            |             |             |  |
|                |                       |                |              |              |             |             |  |
| Inscrits       | Inscrits              | Inscrits       | 77 931       | 100,00       | 77 903      | 100,00      |  |
| Abstentions    | Abstentions           | Abstentions    | 29 834       | 38,28        | 34 245      | 43,96       |  |
| Votants        | Votants               | Votants        | 48 097       | 61,72        | 43 658      | 56,04       |  |
| Blancs et nuls | Blancs et nuls        | Blancs et nuls | 419          | 0,87         | 1 123       | 2,57        |  |
| Exprimés       | Exprimés              | Exprimés       | 47 678       | 99,13        | 42 535      | 97,43       |  |

### Élections de 2012
| Candidat       | Candidat                  | Parti          | Premier tour | Premier tour | Second tour | Second tour |  |
| Candidat       | Candidat                  | Parti          | Voix         | %            | Voix        | %           |  |
| -------------- | ------------------------- | -------------- | ------------ | ------------ | ----------- | ----------- |  |
|                | Patrick Beaudouin sortant | UMP            | 16 929       | 36,92        | 21 758      | 49,05       |  |
|                | Laurence Abeille élue     | EÉLV (PS)      | 12 254       | 26,72        | 22 602      | 50,95       |  |
|                | Nora Saint-Gal            | FG             | 5 592        | 12,20        |             |             |  |
|                | David Dornbusch           | diss. PS       | 4 338        | 9,46         |             |             |  |
|                | Marie-Christine Madiot    | FN             | 3 159        | 6,89         |             |             |  |
|                | Pierre Ramadier           | MoDem          | 1 613        | 3,52         |             |             |  |
|                | Christelle Levert         | AÉI            | 464          | 1,01         |             |             |  |
|                | Patrick Chambers          | DLR            | 298          | 0,65         |             |             |  |
|                | Xavier Paillocher         | Cap21          | 256          | 0,56         |             |             |  |
|                | Laurent Muraro            | MRC            | 247          | 0,54         |             |             |  |
|                | Didier Levy               | NPA            | 197          | 0,43         |             |             |  |
|                | Alban Rousseau            | CNIP           | 171          | 0,37         |             |             |  |
|                | Makani Kourouma           | Sans étiquette | 126          | 0,27         |             |             |  |
|                | Anne Saintier             | LO             | 121          | 0,26         |             |             |  |
|                | Jean-Gabriel Mahéo        | S&P            | 51           | 0,11         |             |             |  |
|                | Aladin Farré              | Pirate         | 35           | 0,08         |             |             |  |
|                | Damien Croizer            | Sans étiquette | 2            | 0,00         |             |             |  |
|                |                           |                |              |              |             |             |  |
| Inscrits       | Inscrits                  | Inscrits       | 78 031       | 100,00       | 77 995      | 100,00      |  |
| Abstentions    | Abstentions               | Abstentions    | 31 763       | 40,71        | 32 640      | 41,85       |  |
| Votants        | Votants                   | Votants        | 46 268       | 59,29        | 45 355      | 58,15       |  |
| Blancs et nuls | Blancs et nuls            | Blancs et nuls | 415          | 0,9          | 995         | 2,19        |  |
| Exprimés       | Exprimés                  | Exprimés       | 45 853       | 99,1         | 44 360      | 97,81       |  |

### Élections de 2017
|                                                                             |                                                                                  |                           |                           |                          |                          |
|                                                                             |                                                                                  | Premier tour 11 juin 2017 | Premier tour 11 juin 2017 | Second tour 18 juin 2017 | Second tour 18 juin 2017 |
|                                                                             |                                                                                  |                           |                           |                          |                          |
|                                                                             |                                                                                  | Nombre                    | % des inscrits            | Nombre                   | % des inscrits           |
| Inscrits                                                                    | Inscrits                                                                         | 81 288                    | 100,00                    | 81 289                   | 100,00                   |
| Abstentions                                                                 | Abstentions                                                                      | 36 696                    | 45,14                     | 45 413                   | 55,87                    |
| Votants                                                                     | Votants                                                                          | 44 592                    | 54,86                     | 35 876                   | 44,13                    |
|                                                                             |                                                                                  |                           | % des votants             |                          | % des votants            |
| Bulletins blancs                                                            | Bulletins blancs                                                                 | 398                       | 0,89                      | 3 087                    | 8,60                     |
| Bulletins nuls                                                              | Bulletins nuls                                                                   | 133                       | 0,30                      | 836                      | 2,33                     |
| Suffrages exprimés                                                          | Suffrages exprimés                                                               | 44 061                    | 98,81                     | 31 953                   | 89,07                    |
|                                                                             |                                                                                  |                           |                           |                          |                          |
| Candidat Étiquette politique (partis et alliances)                          | Candidat Étiquette politique (partis et alliances)                               | Voix                      | % des exprimés            | Voix                     | % des exprimés           |
|                                                                             |                                                                                  |                           |                           |                          |                          |
|                                                                             | Guillaume Gouffier-Cha La République en marche                                   | 17 736                    | 40,25                     | 18 923                   | 59,22                    |
|                                                                             | Gildas Lecoq Union des démocrates et indépendants (Les Républicains)             | 8 133                     | 18,46                     | 13 030                   | 40,78                    |
|                                                                             | Laurence Abeille (députée sortante) Europe Écologie Les Verts (Parti socialiste) | 7 096                     | 16,10                     |                          |                          |
|                                                                             | Stéphanie Michel La France insoumise                                             | 4 968                     | 11,28                     |                          |                          |
|                                                                             | Gorete de Freitas Front national                                                 | 2 124                     | 4,82                      |                          |                          |
|                                                                             | Charles Taieb Divers                                                             | 2 022                     | 4,59                      |                          |                          |
|                                                                             | Tony Renault Écologiste (Alliance écologiste indépendante)                       | 523                       | 1,19                      |                          |                          |
|                                                                             | David Dornbusch Écologiste (Union des démocrates et des écologistes)             | 433                       | 0,98                      |                          |                          |
|                                                                             | Bernard Desroches Divers (Union populaire républicaine)                          | 351                       | 0,80                      |                          |                          |
|                                                                             | Dominique Lalanne Divers (Parti du vote blanc)                                   | 235                       | 0,53                      |                          |                          |
|                                                                             | Véronique Hunaut Lutte ouvrière                                                  | 221                       | 0,50                      |                          |                          |
|                                                                             | Léa Scher Divers (Allons enfants !)                                              | 219                       | 0,50                      |                          |                          |
| Source : Ministère de l'Intérieur - Sixième circonscription du Val-de-Marne |                                                                                  |                           |                           |                          |                          |

### Élections de 2022
|                                                    |                                                                                      |                           |                           |                          |                          |
|                                                    |                                                                                      | Premier tour 12 juin 2022 | Premier tour 12 juin 2022 | Second tour 19 juin 2022 | Second tour 19 juin 2022 |
|                                                    |                                                                                      |                           |                           |                          |                          |
|                                                    |                                                                                      | Nombre                    | % des inscrits            | Nombre                   | % des inscrits           |
| Inscrits                                           | Inscrits                                                                             | 82 107                    | 100                       | 82 124                   | 100                      |
| Abstentions                                        | Abstentions                                                                          | 37 174                    | 45,28                     | 37 178                   | 45,27                    |
| Votants                                            | Votants                                                                              | 44 933                    | 54,72                     | 44 946                   | 54,73                    |
|                                                    |                                                                                      |                           | % des votants             |                          | % des votants            |
| Bulletins blancs                                   | Bulletins blancs                                                                     | 462                       | 1,03                      | 1329                     | 2,96                     |
| Bulletins nuls                                     | Bulletins nuls                                                                       | 172                       | 0,38                      | 540                      | 1,20                     |
| Suffrages exprimés                                 | Suffrages exprimés                                                                   | 44 299                    | 98,59                     | 43 077                   | 95,84                    |
|                                                    |                                                                                      |                           |                           |                          |                          |
| Candidat Étiquette politique (partis et alliances) | Candidat Étiquette politique (partis et alliances)                                   | Voix                      | % des exprimés            | Voix                     | % des exprimés           |
|                                                    |                                                                                      |                           |                           |                          |                          |
|                                                    | Guillaume Gouffier-Cha* Ensemble                                                     | 16 126                    | 36,40                     | 23 416                   | 54,36                    |
|                                                    | May Bouhada Nouvelle Union populaire écologique et sociale Europe Écologie Les Verts | 16 061                    | 36,26                     | 19 661                   | 45,64                    |
|                                                    | Huguette Frieh Union des démocrates et indépendants                                  | 2 791                     | 6,30                      |                          |                          |
|                                                    | Charles Taieb Reconquête                                                             | 2 771                     | 6,26                      |                          |                          |
|                                                    | Catherine Chaput Rassemblement national                                              | 2 432                     | 5,49                      |                          |                          |
|                                                    | Tony Renault Écologie au centre                                                      | 961                       | 2,17                      |                          |                          |
|                                                    | Xavier Cornet Parti animaliste                                                       | 766                       | 1,73                      |                          |                          |
|                                                    | Aniela Wyporek Écologistes                                                           | 742                       | 1,67                      |                          |                          |
|                                                    | Luc Alonso Alliance centriste                                                        | 590                       | 1,33                      |                          |                          |
|                                                    | Benoit Willard Résistons                                                             | 407                       | 0,92                      |                          |                          |
|                                                    | Véronique Hunaut Lutte ouvrière                                                      | 269                       | 0,61                      |                          |                          |
|                                                    | Jothi Bourg Sans étiquette                                                           | 200                       | 0,45                      |                          |                          |
|                                                    | Alexandre Herzog Parti ouvrier indépendant démocratique                              | 156                       | 0,35                      |                          |                          |
|                                                    | François Massot Parti pirate                                                         | 19                        | 0,04                      |                          |                          |
|                                                    | Fabrice Gillet Divers gauche                                                         | 8                         | 0,02                      |                          |                          |
| * Député sortant                                   |                                                                                      |                           |                           |                          |                          |

### Élections de 2024
| Candidat                 | Candidat                   | Parti et coalition       | Nuance                   | Premier tour | Premier tour | Second tour | Second tour |
| Candidat                 | Candidat                   | Parti et coalition       | Nuance                   | Voix         | %            | Voix        | %           |
| ------------------------ | -------------------------- | ------------------------ | ------------------------ | ------------ | ------------ | ----------- | ----------- |
|                          | May Bouhada                | EELV (NFP)               | UG                       | 24 417       | 40,63        | 26 049      | 47,46       |
|                          | Victor Gaonach             | LR diss.                 | DVD                      | 2 325        | 3,87         |             |             |
|                          | Véronique Hunault          | LO                       | EXG                      | 290          | 0,48         |             |             |
|                          | Rémy Longetti              | REC                      | REC                      | 1 099        | 1,83         |             |             |
|                          | Guillaume Gouffier Valente | RE (ENS)                 | ENS                      | 22 464       | 37,38        | 28 834      | 52,54       |
|                          | Tony Renault               | ÉAC                      | ECO                      | 979          | 1,63         |             |             |
|                          | Murielle Morand            | NPA                      | EXG                      | 176          | 0,29         |             |             |
|                          | Martina Gabelica           | RN                       | RN                       | 8 347        | 13,89        |             |             |
|                          |                            |                          |                          |              |              |             |             |
| Votes valides            | Votes valides              | Votes valides            | Votes valides            | 60 097       | 98,53        | 54 883      | 95,54       |
| Votes blancs             | Votes blancs               | Votes blancs             | Votes blancs             | 608          | 1,00         | 1 941       | 3,38        |
| Votes nuls               | Votes nuls                 | Votes nuls               | Votes nuls               | 287          | 0,47         | 622         | 1,08        |
| Total                    | Total                      | Total                    | Total                    |              | 100          |             | 100         |
| Abstention               | Abstention                 | Abstention               | Abstention               | 21 439       | 26,01        | 24 996      | 30,32       |
| Inscrits / participation | Inscrits / participation   | Inscrits / participation | Inscrits / participation | 82 431       | 73,99        | 82 442      | 69,68       |

#### Département du Val-de-Marne
- La fiche de l'INSEE de cette circonscription : « Tableaux et Analyses de la sixième circonscription du Val-de-Marne », sur insee.fr, site de l'Institut national de la statistique et des études économiques (consulté le 10 juin 2007) [PDF]

- « Tous les députés du département du Val-de-Marne depuis 1789 », sur assemblee-nationale.fr, site de l'Assemblée nationale française (consulté le 10 juin 2007)

- « Informations contentieuses sur le département du Val-de-Marne (Élections législatives de 2002) »(Archive.org • Wikiwix • Archive.is • Google • Que faire ?), sur conseil-constitutionnel.fr, site du Conseil constitutionnel (consulté le 13 juin 2007)

#### Circonscriptions en France
- « Carte des circonscriptions législatives en France », sur assemblee-nationale.fr, site de l'Assemblée nationale française (consulté le 10 juin 2007)

- « Résultats électoraux officiels en France »(Archive.org • Wikiwix • Archive.is • Google • Que faire ?), sur interieur.gouv.fr, site du ministère de l'Intérieur (France) (consulté le 13 juin 2007)

- Description et Atlas des circonscriptions électorales de France sur http://www.atlaspol.com, Atlaspol, site de cartographie géopolitique, consulté le 13 juin 2007.